# Meinrad
Meinrad ist ein männlicher Vorname.

## Herkunft und Bedeutung
Der Name Meinrad setzt sich aus den beiden Elementen megin „Kraft, Stärke“ und rad „Rat“ zusammen, was "kraftvoller Ratschlag" bedeutet.

## Namenstag
Namenstag ist der 21. Januar nach dem Heiligen Meinrad von Einsiedeln und der 14. Juni nach dem Diener Gottes Meinrad Eugster.

## Namensträger
- Meinrad von Einsiedeln (um 797–861), Eremit, auf den die Gründung des Klosters Einsiedeln zurückgeht
- Meinrad I. (Hohenzollern-Sigmaringen)
- Meinrad II. (Hohenzollern-Sigmaringen)

- Meinrad Amann (1785–1839), österreichischer Geistlicher, von 1826 bis 1839 Abt des Stifts St. Paul im Lavanttal in Kärnten
- Meinrad Burch-Korrodi (1897–1978), Schweizer Goldschmied und Sammler graphischer Kunst
- Meinrad Dreher (1763–1838), deutscher Orgelbauer
- Meinrad Dreher (* 1955), deutscher Jurist und Hochschullehrer
- Meinrad Eugster (1848–1925), Schweizer Benediktiner
- Meinrad Maria Grewenig (* 1954), deutscher Kunsthistoriker, Museumsdirektor und Kulturmanager
- Meinrad Henggeler (1792–1869), Schweizer Unternehmer und liberaler Politiker
- Meinrad Inglin (1893–1971), Schweizer Schriftsteller
- Meinrad Jungblut alias PeterLicht, deutscher Indie-Pop-Sänger
- Meinrad Knapp (* 1974), österreichischer Moderator
- Meinrad Kneer (* 1970), deutscher Jazzbassist
- Meinrad Lienert (1865–1933), Schweizer Mundart- und Heimatdichter
- Meinrad Miltenberger (1924–1993), deutscher Kanute
- Meinrad Nell (* 1945), österreichischer Schauspieler, Rundfunkmoderator, Fernsehsprecher und Kommunikationsfachmann
- Meinrad Ospelt (Politiker, 1844) (1844–1934), liechtensteinischer Politiker (FBP)
- Meinrad Ospelt (Politiker, 1906) (1906–1983), liechtensteinischer Politiker (FBP)
- Meinrad Perrez (* 1944), Schweizer Psychologe und Hochschullehrer
- Meinrad Pichler (* 1947), österreichischer Historiker und Gymnasiallehrer
- Meinrad Schädler (1880–1964), liechtensteinischer Politiker
- Meinrad Schär (1921–2007), Schweizer Arzt und Politiker (LdU)
- Meinrad Schmitt (* 1935), deutscher Komponist
- Meinrad Schütter (1910–2006), Schweizer Komponist
- Meinrad Spieß (1683–1761), deutscher Komponist
- Meinrad Tiefenthaler (1902–1986), österreichischer Historiker und Archivar
- Meinrad Troger (1696–1764), Benediktiner, 1749 bis 1764 dritter Fürstabt des Klosters St. Blasien im Schwarzwald
- Meinrad Zünd (1916–1998), Schweizer Künstler und Bildhauer

Zwischenname
- Andreas Meinrad von Ow (1712–1792), deutscher Maler

## Familienname
- Josef Meinrad (1913–1996), österreichischer Schauspieler